# Ripple
Ondulação residual ou ripple é o componente de corrente alternada (VCA) que se sobrepõe ao valor médio da tensão de uma fonte de corrente contínua (VCC). A origem da ondulação normalmente está associada à utilização de carregadores baseados em retificadores.
Tipicamente a tensão de ripple na eletrônica é um valor residual e periódico obtido de uma fonte de tensão que, por sua vez, é alimentada por uma corrente alternada. Este ripple é derivado da incompleta supressão da onda alternada no interior da fonte de tensão.

## Fator deripple
O fator de ripple (γ) pode ser definido como o rácio (razão) do valor eficaz da tensão do ripple com o valor absoluto da tensão de saída do componente de corrente contínua. Tipicamente este rácio é apresentado em percentagem. No entanto, a tensão de ripple é de forma comum expressa como o valor de pico-a-pico. Isto porque é mais fácil medir com um osciloscópio ou simplesmente calculando o valor teoricamente. Filtros de circuito têm por finalidade reduzir o ripple, habitualmente são chamados de smoothing circuits (circuitos suavizadores). Sistemas de corrente contínua baseados unicamente em acumuladores eletroquímicos (baterias) não apresentam esta componente de corrente alternada.
Em circuitos retificadores com diodos (que convertem CA em CC), os componentes de corrente alternada se apresentam sobrepostas à componente contínua devido ao fato de que as baterias não apresentam impedância nula para as componentes de corrente alternada.
O componente alternado quase sempre é indesejável, de modo que projetos de fontes devem ser elaborados de modo que esta ondulação seja a mínima possível. Uma medida da eficiência da filtragem da fonte é dada pelo fator de ondulação r (ripple).

## Tensão deripple
Para encontrar o valor da tensão {\textstyle V_{rpp}} (ripple) de um determinado circuito utilizamos a seguinte fórmula:
{\displaystyle V_{rpp}={\frac {V_{rms}}{V_{occ}}}}
Onde:
{\textstyle V_{rms}} é o valor eficaz da tensão.

## Tensão deripplepor filtro capacitivo
Um filtro capacitivo é um arranjo de circuito elétrico que tem a finalidade de reduzir variações de tensão e corrente de altas frequências. Basicamente os filtros capacitivos usados em fontes servem para eliminar uma tensão alternada pulsativa e transformá-la em uma (tensão contínua) que varia menos. Essa variação é chamada de tensão de ondulação ou ripple.

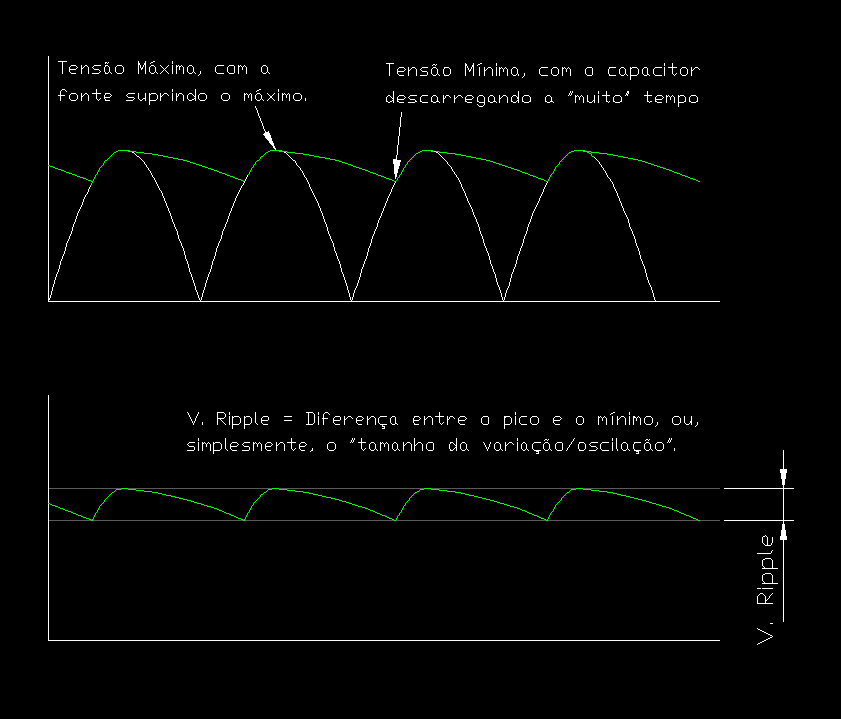
Gráfico: "Tensão de Ripple" ou "Ondulação Ripple".

Usando um filtro capacitivo em um circuito retificador, obtém-se uma tensão de ripple resultante do descarregamento lento do capacitor em relação à fonte.

Exemplo de Filtro Capacitivo usado para gerar a tensão de ripple desejada.

O dimensionamento do capacitor utilizado no filtro pode ser feito para gerar uma tensão de ripple controlada para ser posteriormente eliminada através de regulador zener, regulador linear ou outros tipos de regulagem. Para efetuar o dimensionamento, levamos em consideração que a capacitância de um capacitor é definida como:
{\displaystyle C={\frac {Q}{V_{c}}}}
Onde:
{\textstyle Q} é a carga máxima acumulada no capacitor,
{\textstyle V_{c}} é a tensão aplicada nos terminais do capacitor.
Como a carga acumulada no período {\displaystyle T} da onda, pode ser expressa por:
{\textstyle Q=IT} ou ainda {\displaystyle Q={\frac {I}{f}}}
A tensão de ripple pico-a-pico pode ser expressa por:
{\displaystyle V_{rpp}={\frac {I}{fC}}={\frac {V_{occ}}{fCR_{l}}}}
Onde:
{\textstyle V_{occ}} é o valor de pico da tensão alternada,
{\textstyle R_{l}} é a resistência da carga resistiva.